# ساتورنینو اوسوریو
ساتورنینو اوسوریو (اسپانیایی: Saturnino Osorio‎; ۶ ژانویهٔ ۱۹۴۵ – ۱۹۸۰) بازیکن فوتبال اهل السالوادور بود.
از باشگاه‌هایی که در آن بازی کرده‌است می‌توان به باشگاه فوتبال آلیانسا اشاره کرد.
وی همچنین در تیم ملی فوتبال السالوادور بازی کرده‌است.